# Göktürk-2

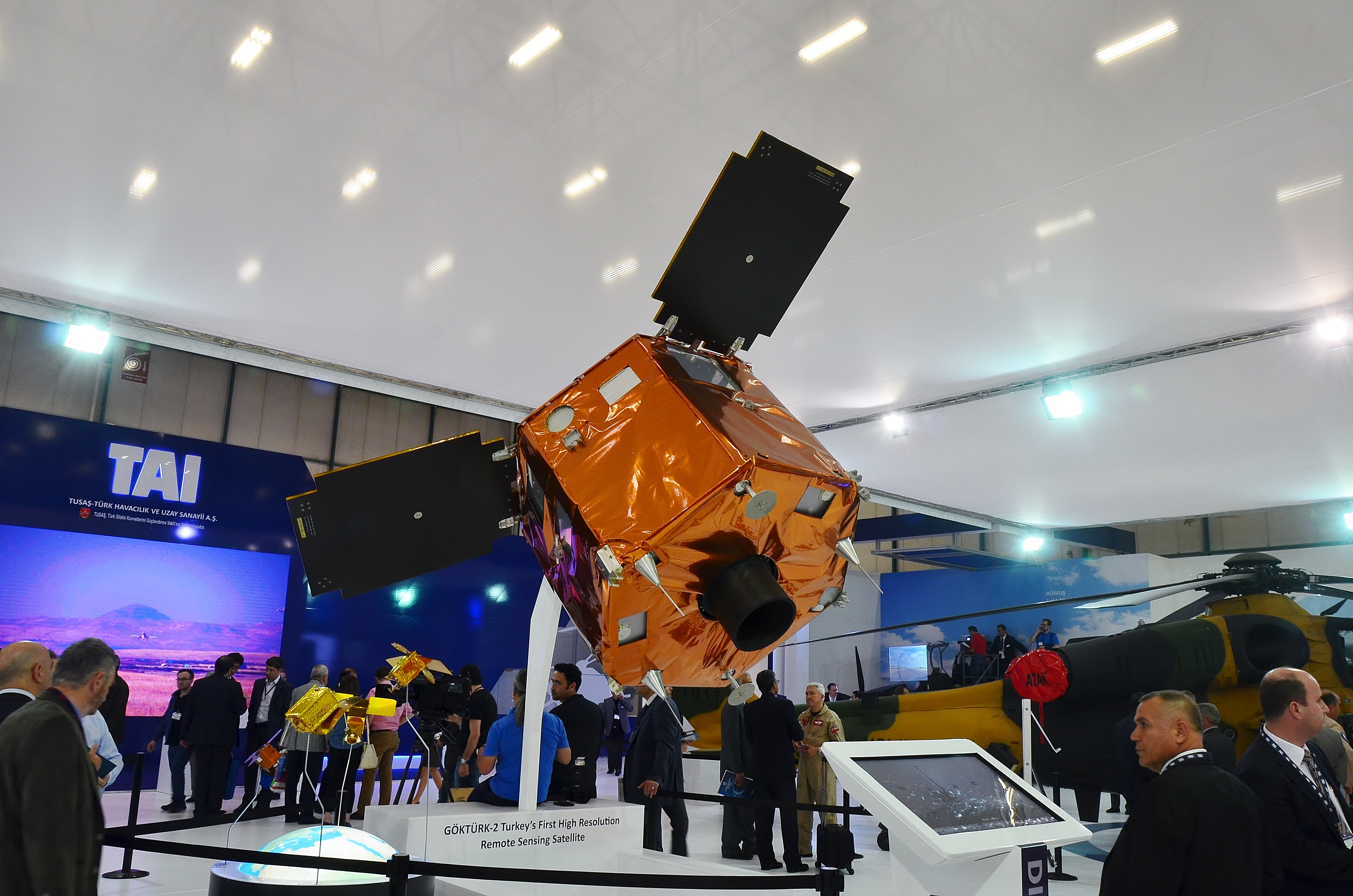
Model del Göktürk representat a l'estand del TAI a l'any 2015.

El Göktürk-2 és un satèl·lit d'observació terrestre dissenyat i desenvolupat pel TÜBİTAK, construït per l'Institut de Recerca Tecnològica Espacial TÜBÍTAK per al Ministeri de Defensa Nacional de Turquía.